# Lucia Aliberti
Lucia Aliberti (Messina, 12 giugno 1957) è un soprano italiano.

## Biografia
Si è diplomata giovanissima in conservatorio. Soprano lirico di coloratura, ha studiato con Luigi Ricci a Roma e Alfredo Kraus. Dopo aver vinto il concorso Teatro lirico sperimentale "Adriano Belli" di Spoleto, ha debuttato ne La sonnambula al Festival dei Due Mondi di Spoleto nel 1979.
Ha iniziato poi la carriera internazionale alla Deutsche Oper di Berlino con Lucia di Lammermoor suscitando l'ammirazione di Herbert von Karajan, con cui studierà regolarmente nei due anni successivi fra Berlino e Salisburgo. Il rapporto artistico poi si interrompe perché il maestro le offre ruoli (tra cui Tosca e Norma) che la Aliberti non si sente ancora pronta ad affrontare. L'interruzione definitiva della collaborazione con il maestro comporta anche la rescissione dei contratti discografici con la Deutsche Grammophon.
Ha cantato nei maggiori teatri d'opera del mondo, dal Metropolitan Opera di New York, alla Scala, dalla Bayerische Staatsoper al Teatro San Carlo di Napoli, oltre ad esibirsi nelle maggiori sale da concerto e festspielhaus del mondo (KKL di Lucerna, Concertgebouw Amsterdam, Queen Elizabeth Hall di Londra, Auditorium di Milano, Alte Oper di Francoforte, Philharmonie di Berlino, Suntory Hall di Tokyo). Ha lavorato con direttori quali Riccardo Chailly, Lorin Maazel, Riccardo Muti, Giuseppe Sinopoli.
È considerata una specialista nel repertorio di Bellini: Norma, La sonnambula, Il pirata, I puritani, I Capuleti e i Montecchi, Beatrice di Tenda, La straniera. Gli altri più importanti compositori de repertorio sono Donizetti, Rossini e Verdi.
È stata la guest star nei Gala-Concert internazionali dell'UNESCO e dell'UNICEF ed ha cantato per Papa Giovanni Paolo II in Vaticano, in occasione del giubileo mondiale per le famiglie.
Musicista e compositrice, contemporaneamente al canto si è dedicata allo studio del pianoforte e di altri strumenti musicali (chitarra, fisarmonica, violino, mandolino, ecc.). Ha composto molti brani per pianoforte, clarinetto, flauto e voce.

## Discografia
- Lucia Aliberti – Early Verdi Arias (Challenge Records, released in 3/2013)
- Lucia Aliberti - Live at Semperoper di Dresda (RCA / SonyBMG)
- Lucia Aliberti - Viva! Belcanto (RCA / BMG Classics)
- Lucia Aliberti - A Portrait (RCA / BMG Classics 1999)
- Aliberti – Donizetti Bellini Arias - Roberto Paternostro/Rundfunk-Sinfonieorchester Berlin/Lucia Aliberti, 1989 Capriccio
- Aliberti - Bellini: Arias and Scenes from Beatrice di Tenda & Il Pirata - Lucia Aliberti/Berlin Deutsche Opera Orchestra/Marcello Viotti/Fabio Luisi, 2009 Edel.

Opere complete: La Traviata, Il Pirata, Beatrice di Tenda, La Straniera, La Cecchina, La Sonnambula, i Capuleti e i Montecchi, Giovanna D'Arco, Aroldo.
- Bellini: Beatrice di Tenda - Lucia Aliberti/Fabio Luisi/German Opera House Berlin Orchestra, 1992 "edel" Gesellschaft für Produktmarketing/Brilliant
- Bellini: Il Pirata - Marcello Viotti/Berlin Deutsche Opera Orchestra/Roberto Frontali, 1994 "edel" Gesellschaft für Produktmarketing
- Verdi: La traviata - Peter Dvorsky/Renato Bruson/Lucia Aliberti/Tokyo Philharmonic Orchestra/Roberto Paternostro/Fumiko Mochiki/Yasuo Yanagisawa/Hiroyuko Okayama/Hirochi Mochiki/Akihito Shikano/Shigeru Sawa/Kazuhiko Ichikawa/Toshiro Ishii/Katruaki Fukui/Fujiwara Opera Chorus, 1990 Capriccio

## Repertorio
| Ruolo                              | Titolo                   | Autore    |
| ---------------------------------- | ------------------------ | --------- |
| Imogene                            | Il pirata                | Bellini   |
| Alaide                             | La straniera             | Bellini   |
| Giulietta Capuleti                 | I Capuleti e i Montecchi | Bellini   |
| Amina                              | La sonnambula            | Bellini   |
| Norma                              | Norma                    | Bellini   |
| Beatrice di Tenda                  | Beatrice di Tenda        | Bellini   |
| Elvira                             | I puritani               | Bellini   |
| Anna Bolena                        | Anna Bolena              | Donizetti |
| Adina                              | L'elisir d'amore         | Donizetti |
| Lucrezia Borgia                    | Lucrezia Borgia          | Donizetti |
| Maria Stuarda                      | Maria Stuarda            | Donizetti |
| Lucia Ashton                       | Lucia di Lammermoor      | Donizetti |
| Elisabetta I                       | Roberto Devereux         | Donizetti |
| Linda                              | Linda di Chamounix       | Donizetti |
| Norina                             | Don Pasquale             | Donizetti |
| Ginevra                            | Ariodante                | Handel    |
| Cavaliere Armidoro                 | La buona figliuola       | Piccinni  |
| Amenaide                           | Tancredi                 | Rossini   |
| Fiorilla                           | Il turco in Italia       | Rossini   |
| Semiramide                         | Semiramide               | Rossini   |
| Dama di Lady Macbeth               | Macbeth                  | Verdi     |
| Luisa Miller                       | Luisa Miller             | Verdi     |
| Gilda                              | Rigoletto                | Verdi     |
| Violetta Valery                    | La traviata              | Verdi     |
| Amelia Grimaldi (Maria Boccanegra) | Simon Boccanegra         | Verdi     |
| Mina                               | Aroldo                   | Verdi     |